# PDP-11

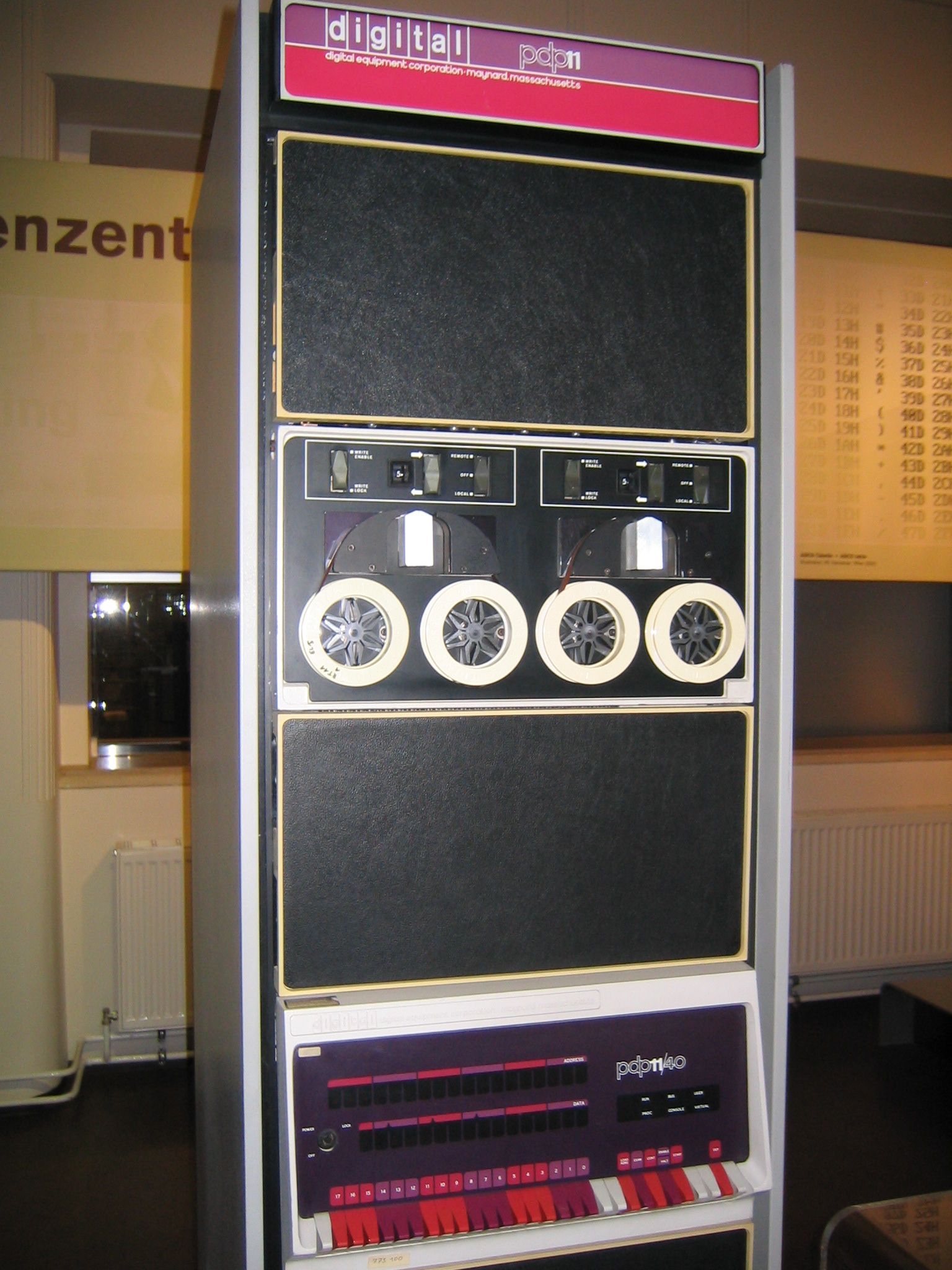
PDP-11/40

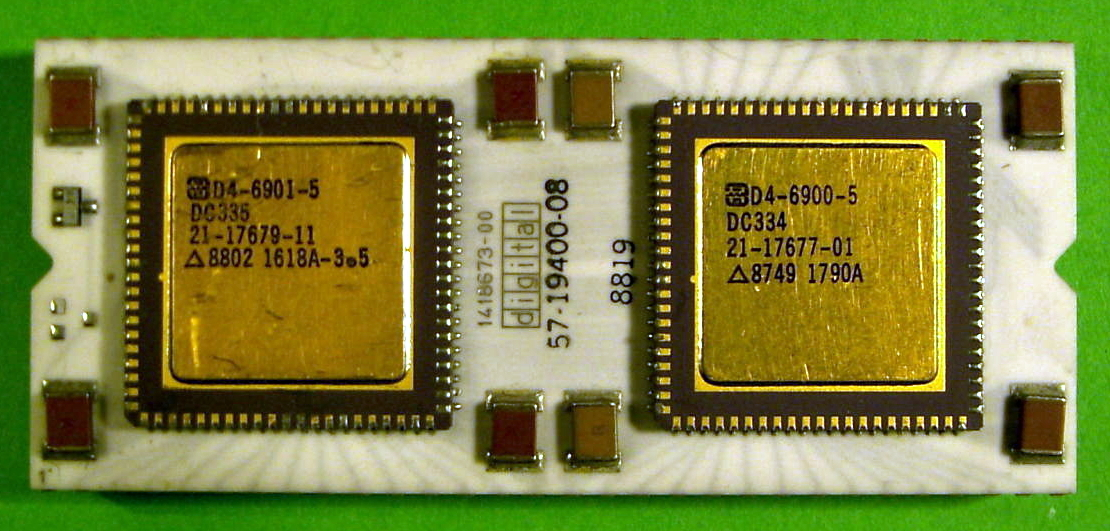
Microprocesador J11

PDP-11 fue una computadora fabricada por la empresa Digital Equipment Corp. en las décadas de 1970 y 1980, perteneciente a la serie PDP. Fue la primera minicomputadora en interconectar todos los elementos del sistema — procesador, memoria y periférico — a un único bus de comunicación, bidireccional, asíncrono. Este dispositivo, llamado UNIBUS permitía a los dispositivos enviar, recibir o intercambiar datos sin necesidad de dar un paso intermedio por la memoria. La PDP-11 fue una de las series de minicomputadoras más vendidas en su época y fue una de las primeras computadoras en las que corrió el sistema Unix, desarrollado en los Laboratorios Bell.
Fue evolucionando con la tecnología, pasando de tener la CPU hecha con circuitos TTL MSI a utilizar microprocesadores, como el LSI-11. Las últimas versiones, PDP-11/73 en adelante, incorporaban el J-11, con los registros duplicados, tres pilas (stack) (Usuario, Kernel y Supervisor), memoria virtual (22 bits), caché y espacios separados para instrucciones y datos. Era un chip muy ambicioso pero que nunca llegó a cumplir las expectativas, debido a discusiones y enfrentamientos entre DEC y Harris, fabricante de los chips.
Durante la guerra fría, la arquitectura PDP-11 fue clonada sin autorización del constructor de manera que los programas que corrían en máquinas de esta serie podían ser ejecutados sin cambios en los clones fabricados en Europa del Este.

## Cualidades técnicas
- Ocho registros de 16 bits:

- Los seis primeros (%0 a %5) de propósito general.
- El séptimo (%6) es el Stack Pointer (puntero de la pila).
- El octavo (%7) es el Program Counter (contador de programa).

- Tiene un conjunto de instrucciones altamente ortogonal, con ocho modos de direccionamiento.
- Es un procesador de dos direcciones.
- Tiene cuatro flags: ZNVC

- Z=1 significa que el último valor que ha salido de la ALU es 0.
- N=1 significa que el último valor que ha salido de la ALU es negativo.
- V=1 significa que en la última operación de la ALU se ha producido un desbordamiento.
- C equivale al acarreo de salida de la última operación de la ALU.